# Attentat auf Mitarbeiter der israelischen Botschaft in Washington, D.C.
Bei einem Attentat auf Mitarbeiter der israelischen Botschaft in Washington, D.C. wurden am 21. Mai 2025  zwei Botschaftsmitarbeiter vor dem Capital Jewish Museum erschossen. Ein tatverdächtiger 30-jähriger Mann wurde noch am Tatort festgenommen. Er soll bei seiner Festnahme „Free Palestine“ gerufen haben. Die Tat ereignete sich nach einer Veranstaltung des American Jewish Committee, bei der junge Diplomaten zusammenkamen. Die Behörden untersuchen den Vorfall als möglichen Terroranschlag.

## Tathergang

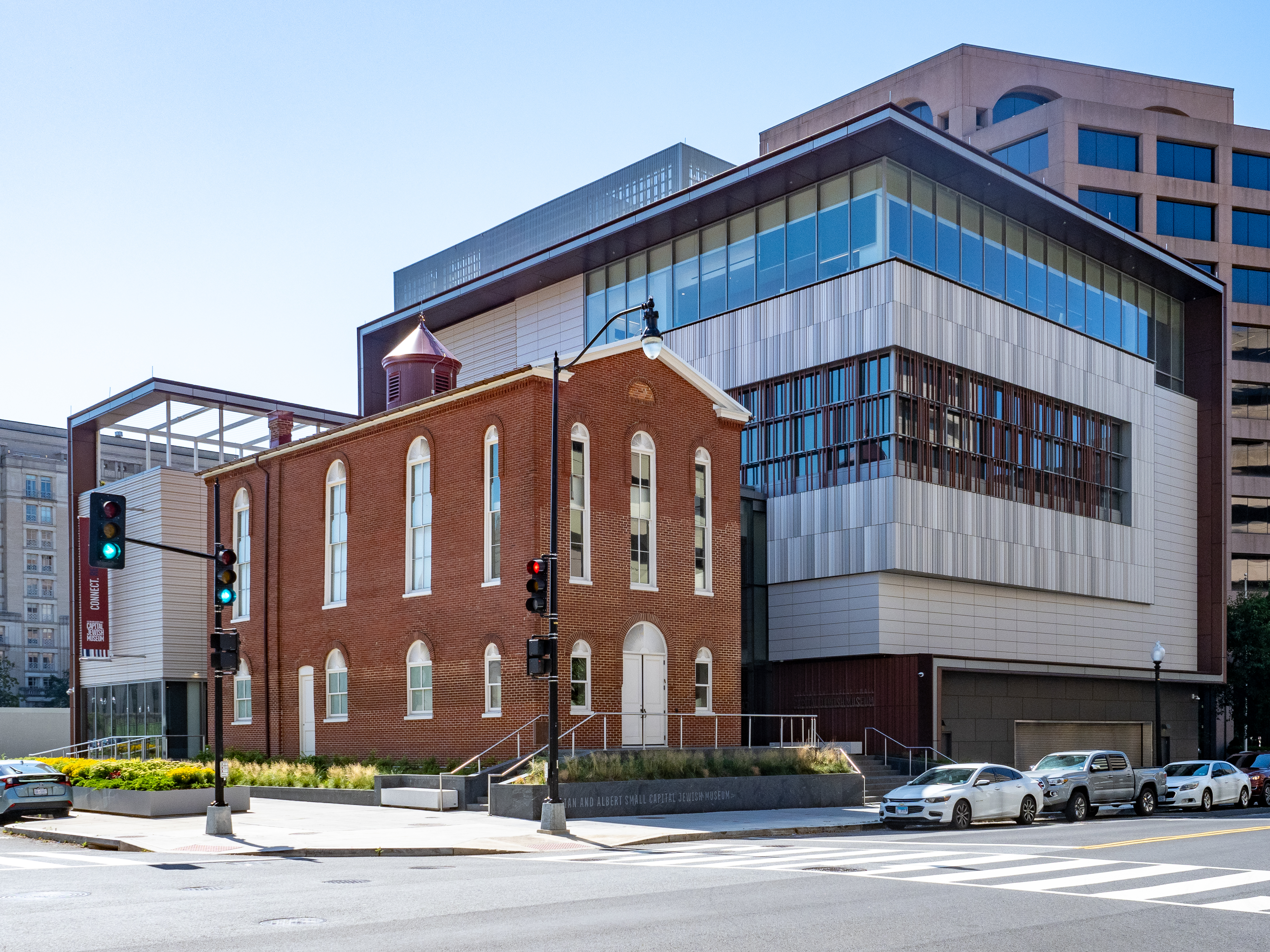
Das Capital Jewish Museum (2024)

Das American Jewish Committee hatte am Abend des 21. Mai 2025 junge jüdische Berufstätige und Diplomaten zu einer Veranstaltung in das Capital Jewish Museum in Washington, D.C. eingeladen. Ort und Zeit der Zusammenkunft wurde aus Sicherheitsgründen nur den Teilnehmern mitgeteilt. Das Event wurde organisiert, um zu diskutieren, wie multireligiöse Organisationen zusammenarbeiten können, um humanitäre Hilfe in kriegszerstörte Regionen wie Gaza zu bringen.
Gegen 21:08 Uhr eröffnete ein Mann vor dem Museum das Feuer auf vier Personen beim Verlassen des Gebäudes nach der Veranstaltung. Eine Person wurde dabei tödlich getroffen, eine zweite beim Versuch, schwerverletzt wegzurollen, gezielt mit mehreren weiteren Schüssen getötet. Der mutmaßliche Täter betrat nach der Tat das Museum und wurde zunächst für ein Opfer gehalten. Später identifizierte er sich selbst als Schütze und wurde festgenommen. Zeugen berichteten, er habe „Free Palestine“ und „Ich tat es für Gaza“ gerufen.

## Opfer
Die beiden Opfer waren die 26-jährige US-Amerikanerin Sarah Milgrim und ihr 30-jähriger deutsch-israelischer Freund Yaron Lischinsky. Milgrim organisierte Programme zur Förderung des Dialogs zwischen Israelis und Palästinensern und Lischinsky war Mitarbeiter im politischen Bereich der Botschaft. Laut dem israelischen Botschafter in Washington, Yechiel Leiter, hatte Lischinsky vor, sich demnächst mit Milgrim zu verloben. Er hatte ihr in der Woche zuvor einen Verlobungsring gekauft.
Milgrim wuchs in Prairie Village, einem Vorort von Kansas City, auf. Ihre Familie war einer Reformsynagoge verbunden. Sie absolvierte ein Bachelorstudium an der University of Kansas. Sie erlangte einen Master an der Universität für den Frieden in Costa Rica in Natürliche Ressourcen und nachhaltige Entwicklung sowie an der American University in Internationalen Angelegenheiten. In der israelischen Botschaft, für die sie zum Zeitpunkt des Attentats 1,5 Jahre gearbeitet hatte, war sie für Umweltthemen zuständig und half bei der Organisation von Veranstaltungen, die die Zusammenarbeit zwischen Israelis und Palästinensern bei Themen wie Wasserknappheit förderten.
Lischinsky wurde als Sohn eines jüdischen Vaters und einer christlich-evangelischen Mutter in Israel geboren. Er war Christ. Er wuchs in Fürth bei Nürnberg auf und kam mit 16 Jahren mit seiner Familie zurück nach Israel, wo er ein Aufbaustudium absolvierte. Nach einem dreijährigen Militärdienst in der israelischen Armee studierte er im Bachelor Internationale Beziehungen und Asienwissenschaften an der Hebräischen Universität Jerusalem. Später machte er einen Master an der Reichman-Universität in Herzlia in Regierungswissenschaften, Diplomatie und Strategie. Der Deutsch-Israelischen Gesellschaft zufolge war Lischinsky ein Gründungsmitglied des Jugendforums der israelischen Schwesterorganisation. Er habe 2022 eine Stelle an der israelischen Botschaft in Washington übernommen. Israels Botschafter in Deutschland, Ron Prosor, schrieb, Lischinsky habe „sich entschieden, sein Leben dem Staat Israel und der zionistischen Sache zu widmen“.

## Tatverdächtiger
Der mutmaßliche Täter Elias Rodriguez ist ein 30-jähriger US-amerikanischer Staatsbürger aus Chicago. Er studierte Englisch an der University of Illinois at Chicago und arbeitete für die American Osteopathic Information Association. Er engagierte sich über Jahre hinweg in linken und pro-palästinensischen Protestbewegungen. Im Jahr 2017 war er in der sozialistischen „Partei für Sozialismus und Befreiung“ (PSL) aktiv und beteiligte sich an antikapitalistischen Demonstrationen.
Auf seiner Seite bei X verurteilte er die amerikanische und die israelische Regierung, warf dem israelischen Militär Kriegsverbrechen in Gaza vor und befürwortete „bewaffnete Aktionen“ („armed action“). Er soll sich positiv über Aaron Bushnell geäußert haben. Bushnell hatte sich 2024 vor der israelischen Botschaft in Washington selbst angezündet.

## Ermittlungen
Das FBI und die örtliche Polizei haben eine gemeinsame Untersuchung eingeleitet. Das Capital Jewish Museum hatte kürzlich Sicherheitsbedenken geäußert, da die Zahl antisemitischer Vorfälle in den USA gestiegen war.
Koordinaten: 38° 53′ 50″ N, 77° 0′ 54″ W